# Stanisław Mackiewicz (gubernator)
Stanisław Mackiewicz (ur. 10 października 1796 w Duszczycach, zm. 7 grudnia 1879 w Warszawie) – polski polityk.

## Życiorys
Pochodził z rodziny szlacheckiej wyznania ewangelicko-reformowanego. Studiował w Wilnie i Warszawie na Wydziale Prawa i Administracji. Od 1817 roku pełnił kolejno szereg funkcji prawniczych i urzędowych w administracji Królestwa Polskiego.
W latach 1842–1849 był naczelnikiem Zarządu Okręgu Naukowego Warszawskiego. Od tego roku pełnił obowiązki cywilnego gubernatora płockiego, a potem, od 8 listopada 1851 – lubelskiego. W 1856 roku został oficjalnie mianowany gubernatorem lubelskim, na stanowisku tym pozostawał do 25 marca 1861 roku.
W 1830 roku przetłumaczył i wydał powieść Jana Tadeusza Bułharyna Iwan Wyżygin. 
Podobnie jak wielu innych członków lubelskiego zboru, angażował się w działalność kulturową i dobroczynną. Przez okres 8 lat był prezesem Lubelskiego Towarzystwa Dobroczynności.